# Championnat de Lituanie de football 1997-1998
Navigation
Saison précédente Saison suivante
La saison 1997-1998 du Championnat de Lituanie de football était la 8e édition de la première division lituanienne. Les 16 meilleurs clubs du pays sont regroupés en une poule unique où chaque équipe rencontre deux fois ses adversaires, à domicile et à l'extérieur.
Le FK Kareda Siauliai, tenant du titre, termine en tête du championnat et conserve son bien. C'est le 2e titre de champion de Lituanie de son histoire.

## Les 16 clubs participants
| - FK Zalgiris Vilnius - FK Ekranas Panevezys - FBK Kaunas - FK Panerys Vilnius - FK Vienybé Ukmergé - Promu de D2 - FK Tauras Tauragé - Promu de D2 - Interas Visaginas - Promu de D2 - Banga Gargzdai - Promu de D2 | - FK Inkaras Kaunas - Kareda Siauliai - Atlantas Klaipeda - Gelezini Vilkas Vilnius - Promu de D2 - Mastis Telsiai - Promu de D2 - FK Nevezis Kedainiai - Promu de D2 - Ranga-Politechnika Kaunas - Promu de D2 - Lokomotyvas-Legela Vilnius - Promu de D2 |

## Compétition
Le barème de points servant à établir le classement se décompose ainsi :
- Victoire : 3 points
- Match nul : 1 point
- Défaite : 0 point

### Classement
| Rang | Équipe                         | Pts | J  | G  | N | P  | Bp  | Bc  | Diff |
| ---- | ------------------------------ | --- | -- | -- | - | -- | --- | --- | ---- |
| 1    | Kareda Siauliai (T)            | 79  | 30 | 25 | 4 | 1  | 106 | 14  | +92  |
| 2    | FK Zalgiris Vilnius            | 77  | 30 | 24 | 5 | 1  | 84  | 10  | +74  |
| 3    | FK Ekranas Panevezys (C)       | 68  | 30 | 22 | 2 | 6  | 53  | 25  | +28  |
| 4    | FK Inkaras Kaunas              | 61  | 30 | 19 | 4 | 7  | 60  | 22  | +38  |
| 5    | FBK Kaunas                     | 58  | 30 | 18 | 4 | 8  | 63  | 19  | +44  |
| 6    | Atlantas Klaipeda              | 52  | 30 | 15 | 7 | 8  | 47  | 21  | +26  |
| 7    | Lokomotyvas-Legela Vilnius (P) | 46  | 30 | 14 | 4 | 12 | 35  | 29  | +6   |
| 8    | Ranga-Politechnika Kaunas (P)  | 44  | 30 | 12 | 8 | 10 | 42  | 36  | +6   |
| 9    | FK Panerys Vilnius             | 39  | 30 | 10 | 9 | 11 | 36  | 39  | -3   |
| 10   | FK Nevezis Kedainiai (P)       | 31  | 30 | 9  | 4 | 17 | 25  | 52  | -27  |
| 11   | Mastis Telsiai (P)             | 31  | 30 | 9  | 4 | 17 | 29  | 62  | -33  |
| 12   | Gelezinis Vilkas Vilnius (P)   | 27  | 30 | 7  | 6 | 17 | 31  | 44  | -13  |
| 13   | Banga Gargzdai (P)             | 24  | 30 | 7  | 3 | 20 | 34  | 57  | -23  |
| 14   | Interas Visaginas (P)          | 20  | 30 | 5  | 5 | 20 | 28  | 68  | -40  |
| 15   | FK Tauras Tauragé (P)          | 19  | 30 | 5  | 4 | 21 | 28  | 93  | -65  |
| 16   | FK Vienybe Ukmerge (P)         | 7   | 30 | 2  | 1 | 27 | 15  | 125 | -110 |

|  | Qualifié pour la Ligue des champions 1998-1999 |
|  | Qualifié pour la Coupe des Coupes 1998-1999    |
|  | Qualifié pour la Coupe UEFA 1998-1999          |
|  | Qualifié pour la Coupe Intertoto 1998          |
|  | Relégation en deuxième division                |

## Bilan de la saison
| Tableau d'Honneur                   |                      |
| Compétition                         | Vainqueur            |
| Championnat de Lituanie de football | Kareda Siauliai      |
| Coupe de Lituanie de football       | FK Ekranas Panevezys |

| Qualifications européennes    |                      |
| Ligue des champions 1998-1999 | Qualifié             |
| 1er tour                      | Kareda Siauliai      |
| Coupe des Coupes 1998-1999    | Qualifié             |
| 1er tour                      | FK Ekranas Panevezys |
| Coupe UEFA 1998-1999          | Qualifié             |
| 1er tour                      | FK Zalgiris Vilnius  |
| Coupe Intertoto 1998          | Qualifié             |
| 1er tour                      | FK Inkaras Kaunas    |

| Promotion et relégation |                                                        |
| Relégués en II Lyga     | Interas Visaginas FK Tauras Tauragé FK Vienybé Ukmergé |
| Promus en A Lyga        | FK Kauno Jegeriai FK Dainava Alytus                    |